# Camas County
Camas County ist ein County im Bundesstaat Idaho der Vereinigten Staaten. Der Verwaltungssitz (County Seat) ist Fairfield.

## Geographie
Das County liegt etwas südwestlich des geographischen Zentrums von Idaho und hat eine Fläche von 2795 Quadratkilometern, wovon elf Quadratkilometer Wasserfläche sind. Es grenzt im Uhrzeigersinn an folgende Countys: Blaine County, Lincoln County, Gooding County und Elmore County. Der Süden des Countys ragt in die Ebene der Snake River Plain.

## Geschichte
Camas County wurde am 6. Februar 1917 aus Teilen des Blaine County gebildet. Benannt wurde es nach der Big Camas Prairie.
Ein Bauwerk des Countys ist im National Register of Historic Places eingetragen, das John Skillern House.

## Demografische Daten
Nach der Volkszählung im Jahr 2000 lebten im Camas County 991 Menschen in 396 Haushalten und 287 Familien. Die Bevölkerungsdichte betrug 1 Person / km². Ethnisch betrachtet setzte sich die Bevölkerung zusammen aus 95,16 Prozent Weißen, 1,21 Prozent Afroamerikanern, 0,30 Prozent amerikanischen Ureinwohnern, 0,20 Prozent Asiaten, 0,91 Prozent aus anderen ethnischen Gruppen; 2,22 Prozent stammten von zwei oder mehr Ethnien ab. 5,55 Prozent der Bevölkerung waren spanischer oder lateinamerikanischer Abstammung.
Von den 396 Haushalten hatten 30,8 Prozent Kinder unter 18 Jahren, die bei ihnen lebten. 65,2 Prozent davon waren verheiratete, zusammenlebende Paare. 4,5 Prozent waren allein erziehende Mütter und 27,5 Prozent waren keine Familien. 22,2 Prozent waren Singlehaushalte und in 8,3 Prozent lebten Menschen mit 65 Jahren oder älter. Die Durchschnittshaushaltsgröße betrug 2,49 und die durchschnittliche Familiengröße war 2,92 Personen.
24,7 Prozent der Bevölkerung waren unter 18 Jahre alt, 6,6 Prozent zwischen 18 und 24 Jahre, 28,2 Prozent zwischen 25 und 44 Jahre, 27,5 Prozent zwischen 45 und 64 Jahre. 13,0 Prozent waren 65 Jahre oder älter. Das Durchschnittsalter betrug 40 Jahre. Auf 100 weibliche Personen kamen 104,8 männliche Personen. Auf 100 Frauen im Alter von 18 Jahren und darüber kamen 102,2 Männer.
Das jährliche Durchschnittseinkommen der Haushalte betrug 34.167 USD, das Durchschnittseinkommen der Familien 40.156 USD. Männer hatten ein Durchschnittseinkommen von 30.500 USD, Frauen 21.563 USD. Das Prokopfeinkommen betrug 19.550 USD. 7,2 Prozent der Familien und 8,3 Prozent der Einwohner lebten unterhalb der Armutsgrenze.

## Orte im County
- Fairfield
- Corral
- Hill City
- Soldier